# Приозерська збагачувальна фабрика
Приозе́рська збагачувальна фабрика — підприємство гірничодобувної галузі, майданчик якого розташований у Карагандинській області Казахстану неподалік від західного узбережжя озера Балхаш.
Приозерська фабрика з вилучення золота потужністю 150 тисяч тонн руди на рік стала до ладу в 1994 році та первісно належала компанії «АБС-Балхаш», утвореній шляхом об'єднання ряду старательських артілей та рудників (Шолкизил, Енбекши та інші).
У 2008-му провели реконструкцію, яка надала можливість переробляти золотовмісні хвости фабрики та збільшили її потужність до 500 тисяч тонн на рік.
Ще в першій половині 2000-х «АБС-Балхаш» збанкрутувала і 2005-го фабрику продали на торгах. Відтак її власником стала компанія «Ер–Тай», що готувалась до розробки розташованих за дві сотні кілометрів у Жамбилській області родовищ Родникове та Дружноє, розробка яких почалась у 2011 та 2012 роках відповідно. Поставки з них свинцевої руди, що відбувались залізничним транспортом, тривали до 2022 року.
Наразі існує проєкт використання Приозерської фабрики для переробки окисленої та сульфідної свинцевої золотовмісної руди родовища Коскудук.